# Paraíso das Águas
Paraíso das Águas, offiziell Município de Paraíso das Águas, ist eine brasilianische Stadt  im Bundesstaat Mato Grosso do Sul in der Mesoregion Ost und Mikroregion Cassilandia. Sie ist die jüngste Gemeinde des Bundesstaates und entstand durch Ausgliederung aus dem Ort Costa Rica. 2003 veranlasste die Landesregierung eine Volksabstimmung in den Gemeinden Costa Rica, Água Clara und Chapadão do Sul. Dabei sprachen sich 96,34 % der Wahlberechtigten für eine Ausgliederung des Ortes aus. Allerdings ließ Água Clara die Abspaltung per Gerichtsbeschluss rückgängig machen, weil man wirtschaftliche Nachteile fürchtete. Erst im Dezember 2009 kassierte das Bundesgericht diese Entscheidung und die Ausgliederung konnte vollzogen werden.

## Wirtschaft
Haupterwerbszweige sind Landwirtschaft und Viehzucht. In der Gemeinde gibt es 4 Wasserkraftwerke. Ein weiteres befindet sich im Bau.